# Зенфф, Карл Эдуард
Карл Эдуард Зенфф (нем. Carl Eduard von Senff; 1810—1849/1850) — российский учёный-математик, профессор Дерптского университета.

## Биография
Сын К. А. Зенффа родился 8 (20) апреля 1810 года.
Учился в Дерптской гимназии, которую окончил в 1827 году. Затем учился на философском факультете Дерптского университете, где в 1830 году за сочинение «Die Rotationsbewegung eines festen Körpers» с золотой медалью был удостоен степени кандидата. Продолжал своё математическое образование за границей и получил степень доктора философии в одном из заграничных университетов.
В 1834 году защитил в Дерптском университете диссертацию: «De distantiis quae inter stellam et lunae marginem vel inter margines solis et lunae observatae sunt propter formam horum astrorum refractione mutatam corrigendis : dissertatio astronomica» и был допущен к чтению лекций в качестве приват-доцента. Избранный в 1837 году экстраординарным профессором по кафедре чистой и прикладной математики, Зенфф принял на себя заведование математическим кабинетом от временно заведовавшего после смерти Бартельса профессора Струве. В следующем году по защите диссертации «Elementa calculi variationum ejusque usus in solvendis problematibus analyticis et geometricis : commentatio mathematica» он получил звание доктора философии, а в 1839 году был единогласно избран ординарным профессором.
По уходе Струве из университета Зенфф заведовал астрономической обсерваторией. Ему дважды было поручено попечителем округа ревизовать гимназии: в первый раз (в 1840) гимназии в Митаве, Риге и Дерпте со стороны преподавания математики, а во второй раз (в 1849) Дерптскую гимназию как в научном, так и в административном отношении. В 1841 году он был деканом философского факультета, проректором — в течение двух трёхлетий — с 1842 по 1849 годы. 
Скоропостижно скончался 31 декабря 1849 (12 января 1850) года. Имел чин статского советника.
Из научных работ его, кроме названных диссертаций, известны следующие: «Systemat. Darstell, d. Hauptsätze der Geometrie im Räume». Dorpat, 1829; «Theoremata principalia e theoria curvarum et superficierum : Dissertatio d. XII dec. an MDCCCXXX ab ordine amplissimo philosophorum academiae Caesareae Dorpatensis nummi aurei praemio ornata, et sumptibus academiae typis expressa»; «Experimentelle und theoretische Untersuchungen ueber die Gesetze der doppelten Strahlenbrechung und Polarisation des Lichts in den Krystallen des zwei- und eingliedrigen Systems». Dorpat, 1837; «Über das Verhältnis der Mathematik zur Naturwissenschaft».
Его сын, Людвиг Зенфф (1842—1887), доктор медицины.